# Herb gminy Radomyśl nad Sanem
Herb gminy Radomyśl nad Sanem – symbol gminy Radomyśl nad Sanem.

## Wygląd i symbolika
Herb przedstawia na tarczy w polu czerwonym trzy srebrne wręby w słup. Jest to historyczny herb miasta Radomyśl nad Sanem oraz nawiązanie do rodu Horodyńskich herbu Korczak.